# Jelgung
Jelgung is een bestuurslaag in het regentschap Sampang van de provincie Oost-Java, Indonesië. Jelgung telt 5862 inwoners (volkstelling 2010).